# Delayed Gratification

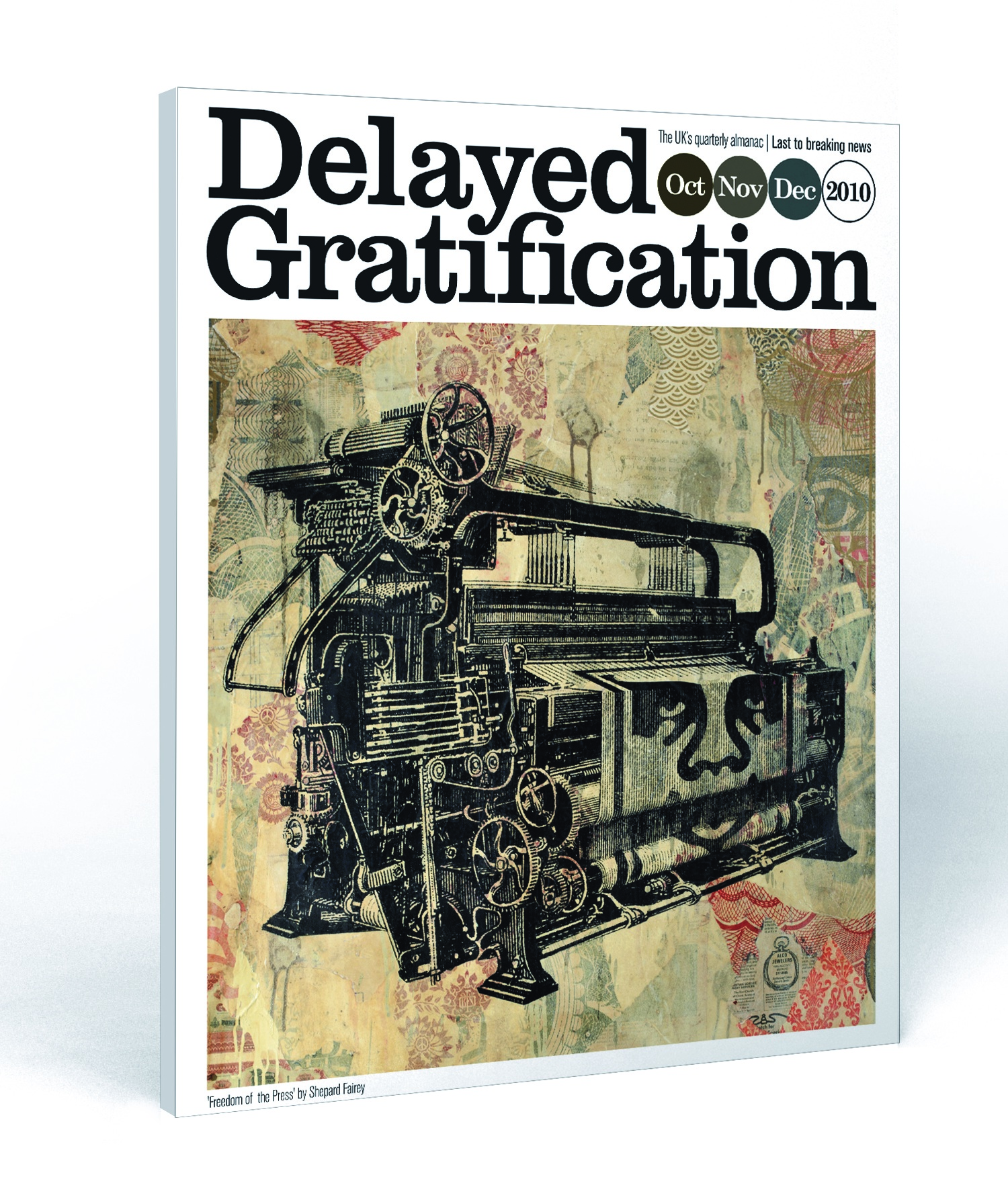
Erste Ausgabe des Delayed Gratification Magazin

Delayed Gratification ist eine im Vereinigten Königreich erscheinende Quartalsschrift, die sich darauf spezialisiert hat, Ereignisse, deren Beginn in den tagesaktuellen Medien erscheinen, weiterzuverfolgen. Zu Themen von Politik, Wirtschaft, Kultur, Sport und Vermischtem werden seit 2011 vertiefte Reportagen veröffentlicht. Die Zeitschrift verzichtet vollständig auf Werbung. Die Zeitschrift ist ein bekannter Vertreter des entschleunigten Journalismus.

## Name
Der Titel des Zeitschrift nimmt auf den psychologischen Fachbegriff des Belohnungsaufschubs (engl. delayed gratification) Bezug. Das Motto des Blattes lautet “last to breaking news” (sinngemäß: „die Letzten, die Dir die Nachricht unterbreiten“), während die Macher darauf hoffen, dass sie kein Wegwerfmedium erzeugen, sondern eines, das seine Umgebung schöner und zivilisierter mache.

## Geschichte
Der Gründer Rob Orchard und vier Kollegen bilden die Redaktion des Blattes, welches in der Projektierung den Arbeitstitel „The Perfect Magazine“ erhalten hatte. Orchard will Leser „belohnen, die dem Herzrasen rund um den Globus widerstehen“ können, also der Versuchung von Eilmeldungen und Twitter-Erregungen zu entkommen. Als Beispiel für die Hektik im Nachrichtengeschäft führt Orchard die Meldungen über die Fake-App Livr im Jahr 2014 an, welche auch Medien wie der Independent im Bemühen veröffentlicht hatten, die Ersten oder bei den Ersten zu sein.
Eine Besonderheit und zusätzliche Einnahmequelle sind aufwändige Infografiken. Mit britischem Schalk enthält das Heft auf der letzten Seite ein Spickzettel „cheat-sheet“, auf dem sich eine Kürzestzusammenfassung für Leser findet, die sich daran erinnern wollen, oder die zum Lesen der Ausgabe bislang keine Zeit hatten.
Die vier jährlichen Ausgaben kosten im Abonnement 36 Pfund.